# لويز ريناتو فيانا دا سيلفا
لويز ريناتو فيانا دا سيلفا (10 يناير 1982 في البرازيل – )؛ هو لاعب كرة قدم سابق كان يلعب كمهاجم.

## وصلات خارجية
- لويز ريناتو فيانا دا سيلفا على موقع رابطة كرة القدم اليابانية للمحترفين (اليابانية)
- لويز ريناتو فيانا دا سيلفا على موقع عالم كرة القدم.نت (الإنجليزية)